# Gonia macronychia
Gonia macronychia là một loài ruồi trong họ Tachinidae.